# Ales sten
Ales sten (på svensk: Ales stenar eller Ale stenar) er Sveriges største skibssætning, 67 m lang, dannet af 59 fem ton tunge sten ved Kåseberga havn i det sydøstlige Skåne. Den er beskrevet i 1500-tallet. Det formodes, at den er rejst omkring år 500 e.Kr. eller de nærmeste århundreder derefter, og der er derudover fundet trækul, som kulstof-14-prøver har dateret til 1500 f.Kr.
En skibssætning af samme dimensioner findes i Lejre på Sjælland. Udgravninger på stedet har vist flere grave. Lejre var i vikingetiden et vigtigt kultsted, og Ales sten kan have haft samme status.
Amatører som Hasse Alfredson har søgt at vise, at skibssætningen var udgangspunkt for astronomiske observationer. Ales sten er centrum for en roman af Mankell.